# (451) Patientia
(451) Patientia es un asteroide perteneciente al cinturón de asteroides descubierto el 4 de diciembre de 1899 por Auguste Honoré Charlois desde el observatorio de Niza, Francia.
Está nombrado por la palabra latina para paciencia.